# Alô Guimarães
Alô Ticoulat Guimarães (Curitiba, 12 de dezembro de 1903 - Curitiba, 4 de março de 1985) foi um político e médico brasileiro.
Foi prefeito de Curitiba (1945), Deputado Federal (1954 a 1955) e Senador da República (1955 a 1963).

## Biografia
Filho do General Theodorico Gonçalves Guimarães e de Stella Ticoulatt Guimarães, irmão de Acir Guimarães e neto de Manuel Antônio Guimarães (Visconde de Nácar), nasceu em Curitiba em 1903.
Formou-se em medicina em 1927 na Universidade do Paraná (atual UFPR). Foi um dos fundadores, em 15 de novembro de 1932, da Confederação dos Tinguis, junto com o irmão Acir. Foi diretoria do Serviço Médico-Legal do Paraná. Em 1945, assumiu a prefeitura de Curitiba. Em 1947, assumiu como secretário de Saúde e Assistência Social do Paraná. Em 1951, assumiu a Secretaria do Interior e Justiça do Paraná.
Nas eleições de 1954 elegeu-se deputado federal. Nas eleições de 1954, também foi eleito suplente da vaga de senador de Moisés Lupion. A vaga de senador assumiu entre 1955 de 1963. Com o golpe de 1964, abandonou a política e dedicou-se a medicina.
Também foi presidente do Jóquei Clube Paranaense, diretor do Hospital Psiquiátrico Nossa Senhora da Luz e do Sanatório Bom Retiro, entre outras ocupações.